# Мулегнс
Мулегнс (нем. Mulegns) — деревня и бывшая коммуна в Швейцарии, в кантоне Граубюнден.
Входит в состав региона Альбула (до 2015 года входила в округ Альбула).
Население составляет 26 человек (на 31 декабря 2006 года). Официальный код — 3534.
До 1943 г. Мюлен (нем. Mühlen — Мельница)

## Герб
В серебряном (белом) поле — синие волны (извилистая полоса). Над волнами чёрное мельничное колесо. Яркий пример «говорящего» герба.

## География
Мулегнс лежит на дороге к перевалу Юлиер. Самая высокая точка коммуны — Пиц Платта (Piz Platta), 3392 м.

## История
Первоначальное поселение было основано в Валь Фаллер (Val Faller), примерно в 600—500 гг. до н. э. как место выплавки меди. На нынешнем месте деревню основали представители германоязычного народа вальзер, впервые деревня упоминается в 1521 году. Вальзеры вышли из Валь Фаллер уже в 13 веке.
В XIX веке были поставлены конюшни почтовых лошадей, иногда в них держали до 150 лошадей. Свидетелем этой эпохи является Posthotel Löwen. Открытие железнодорожной Альбулийской линии в 1903 году привело к закрытию многих рабочих мест, и в итоге — к тому, что сегодня на хуторе живут только несколько фермеров.
До 2015 года имела статус отдельной коммуны. 1 января 2016 года объединена с коммунами Бивио, Кунтер, Марморера, Риом-Парсонц, Залуф, Савоньин, Сур и Тиницонг-Рона в новую коммуну Сурсес.

## Достопримечательности
Сохранились мельница Vigl Mulege 1877 года. Является одной из старейших водяных зерновых мельниц в Швейцарии. Была в эксплуатации до середины 1990-х годов.